# قرار مجلس الأمن التابع للأمم المتحدة رقم 1587
قرار مجلس الأمن التابع للأمم المتحدة رقم 1587، المتخذ بالإجماع في 15 آذار / مارس 2005، بعد التذكير بالقرارات السابقة بشأن الحالة في الصومال، ولا سيما القرارات 733 (1992) و1519 (2003) و1558 (2004)، أعاد المجلس تشكيل فريق لرصد حظر الأسلحة المفروض على البلاد لمدة ستة أشهر أخرى.

## أعمال
وشدد المجلس، بموجب الفصل السابع من ميثاق الأمم المتحدة، على ضرورة امتثال جميع البلدان للحظر. طُلب من الأمين العام كوفي عنان إعادة تشكيل مجموعة مراقبة لرصد تنفيذ حظر الأسلحة المفروض على الصومال، وتحديث القوائم الخاصة بمن ينتهكون العقوبات، والتعاون مع اللجنة المنشأة بموجب القرار 751 (1992) وتقديم التوصيات بشأن سبل تحسين فعالية الحظر.

## روابط خارجية
- نص القرار في undocs.org